# I Decided (canción)
«I Decided» —en español: «Yo Decido»— es una canción de la artista estadounidense Solange. Fue escrita y compuesta por Knowles y el productor Pharrell Williams para su segundo álbum de estudio Sol-Angel and the Hadley St. Dreams (2008). La canción muestra aplausos de los Grabación de 1964 de "Where Did Our Love Go", interpretada por The Supremes, y también basada en la melodía de "(Love Is Like a) Heat Wave" (1963) de Martha and the Vandellas. Fue lanzada como la canción principal del álbum. sencillo como descarga digital tanto en iTunes como en Amazon el 22 de abril de 2008 (ver 2008 en música), y fue impactado en estaciones de radio rítmicas/cruzadas el 24 de junio de 2008.
Una versión remix de la canción, titulada "I Decided (Part 2)", producida por la banda británica Freemasons, fue lanzada como el primer sencillo en Europa, donde la canción entró en el top 30 de la lista de sencillos del Reino Unido. La pista alcanzó el puesto número uno en las listas Billboard Hot Singles Sales de Estados Unidos, Hot R&B/Hip-Hop Singles Sales, Hot Dance Singles Sales y Hot Dance Club Play.

## Vídeo musical
El video fue filmado en abril de 2008 y dirigido por Melina Matsoukas y Solange, ya que muestra imágenes de la cultura pop de la década de 1960, muestra la década de 1970, luego la década de 1980 hasta el futuro. Muestra a Solange en escenarios desde American Bandstand, hasta el Movimiento de Derechos Civiles, Soul Train, MTV y, finalmente, un futuro de "Cosmic Journey". Está ambientado en una forma de arte pop. A partir del 15 de enero de 2018, en YouTube, la versión original se ha visto más de 4 190 000 veces. El video abreviado de "I Decided, Pt. 2" ha sido visto más de 423 000 veces.
El video debutó en el #4 en TRL de MTV. ¡En BET J apareció en el puesto 17 en Last Call 2008 de fin de año! Cuenta regresiva de los 50 principales.

## Lista de canciones
Descarga digital
1. "I Decided" - 4:16

Pt. 1 - Versión instrumental
1. "I Decided, Pt. 1" (Instrumental) - 4:17

Pt. 2 - Versión instrumental
1. "I Decided, Pt. 2" ((Freemasons Remix) [Instrumental]) - 4:02

Remixes - EP
1. "I Decided" (Freemasons Radio) - 3:48
2. "I Decided" (Moto Blanco Edit) - 3:39
3. "I Decided" (Mr. Mig Radio) - 4:44
4. "I Decided" (Azza Extended) - 4:55

King Britt FiveSix Mix Single
1. "I Decided" (King Britt FiveSix Mix) - 7:01